# Angel Chibozo
Angel Josué Chibozo (* 1. Juli 2003) ist ein beninischer Fußballspieler.

## Karriere

### Verein
Chibozo wurde 2003 in Benin geboren und kam 2014 mit seiner Mutter nach Italien. Dort spielte er in den Jugendabteilungen von Inter Mailand und AS Giana Erminio, bevor er Anfang 2018 zu Juventus Turin wechselte. Sein Debüt in der Primavera-Mannschaft gab er 2020.
Für die Saison 2021/22 wechselte er vereinsintern in die zweite Mannschaft der Turiner und damit in die dritthöchste Liga im italienischen Profifußball. Da er dort nicht ausreichend Perspektive sah, wechselte er im Sommer 2022 auf Leihbasis zu SC Amiens in die französische Ligue 2. In der Partie gegen Metz am 30. Juli 2022 wurde er in der 63. Minute für Mamadou Fofana eingewechselt. Insgesamt bestritt er 16 Ligaspiele und drei im Pokal für den Club. Zum Ende des Transferfensters im Winter wechselte Ende Januar 2023 auf Leihbasis zum spanischen Club Real Murcia in die semiprofessionelle Primera Federación, die dritthöchste Spielklasse des Landes.

### Nationalmannschaft
Für die A-Nationalmannschaft des Benin kam Chibozo erstmals 2022 zum Einsatz. Bei dem Freundschaftsspiel in Sambia setzte sich sein Team mit 2:1 durch.